# Breaza (okręg Buzău)
Breaza – wieś w Rumunii, w okręgu Buzău, w gminie Breaza. W 2011 roku liczyła 1056 mieszkańców.